# Роботска хирургија
Роботска хирургија, хирургија уз помоћ рачунара или хирургија уз помоћ робота једна је од савремених метода оперативног лечења заснована на примени рoбoтскoг систeмa Дa Винчи у хирургији. Систeм чинe три кoмпoнeнтe: хируршкa кoнзoлa, рoбoт сa чeтири рукe систeм зa прeнoс трoдимeнзиoнaлнe сликe.

## Историја
Први робот који је помогао у операцији био је Артробот, који је први пут развијен и коришћен у Ванкуверу 1985.  године. Овај робот је помогао у манипулацији и позиционирању пацијентове ноге гласовном командом. У првих 12 месеци урађено је преко 60 артроскопских хируршких захвата. Остали роботски уређаји развијени у исто време укључивали су роботе медицинске сестре који је преносио оперативне инструменте гласовном командом и роботску руку за медицинску лабораторију. 
У 1985. године извршена је прва успешна операција на мозгу помоћу робота ПУМА-560  . Три године касније (1988) извршена је операција простате помоћу апарата ПУМА-560
Крајем 1980-их, ПРОБОТ је развијен у Лондону, а затим се користио за операције простате. Предности овог робота биле су мала величина, тачност операције и одсуство замора за хирурга.
Године 1992. уведен је РОБОДОК систем који је направио револуцију у ортопедској хирургији пружањем помоћи у операцијама замене кука. РОБОДОК је био први хируршки робот који је одобрила Америчка управа за храну и лекове  . Систем РОБОДОК који је развио Integrated Surgical Systems (у блиској сарадњи са ИБМ-ом) омогућио је глодање прецизних фитинга у бутној кости за замену кука, замењујући претходни ручни метод сечења бутне кости за имплантат.
Почетком 1990-их, развојни тим, укључујући специјалисте НАСА-е, направио је модел руке манипулатора, аналог шаке хирурга. Један од главних циљева пројекта је да се хирургу омогући да осети рад на оперисаној особи, на удаљености од њега. 
Америчка војска је заинтересована да смањи неповратне губитке на бојном пољу употребом хируршких роботских система на борбеним тачкама, док се хирург-оператер налази на удаљености од места непосредног догађаја и даљински, користећи елементе телемедицине. Уз финансијску подршку Војске развијен је систем којим је рањени војник утоварен у возило са роботизованом хируршком опремом, а хирург из мобилне болнице, који управља роботским системом, изводи хируршке интервенције. Овај систем је омогућио пружање високотехнолошке помоћи директно на бојном пољу, заобилазећи фазу евакуације. 
Неки од програмера овог система организовали су приватна предузећа која су се бавила креирањем роботских система за употребу у цивилној медицини. Као резултат овог развоја, дошло је до увођења хируршких система као што су Да Винчи и ЗЕУС.  Прва роботска операција изведена је у Сједињеним Америчким Државама у Медицинском центру Државног универзитета у Охају. 
Од 2004. године изводе се три врсте операција срца помоћу роботских хируршких система  :
- отклањање дефекта атријалне преграде,
- поправка митралног вентила,
- коронарни бајпас.

Роботска хирургија се учврстила у торакалној хирургији за патологије медијастинума, плућне патологије и, у новије време, и за сложену хирургију једњака  .
У Русији се развој роботских система за различите намене спроводи на Московском државном универзитету.
У септембру 2010. године у Универзитетском медицинском центру Љубљана изведена је прва роботска операција на феморалној васкулатури коју је предводио Борут Гершак.

## Опште информације
Роботизована хирургија проширује могућности хирургије – и истовремено мења лице медицине, јер се уз  помоћ робота, као што роботски хируршки систем, проширује способности хирурга да изводе минимално инвазивне операције чак и у најкомпликованијим стањима. Хирурзи седе уз конзолу да би видели 3Д слике хируршког места и манипулацијом рукама роботских инструмената деловали унутар тела. Мале роботске руке омогућавају хирурзима да праве мање резове са већом прецизношћу, што резултује мањим болом и смањеним губитком крви за пацијента. Механички зглобови робота опонашају покрете људског зглоба, без ометајућег дрхтања руку.
Поред тога, роботски систем пружа већу ергономску подршку, пружајући хирургу стабилност, спретност и правилно држање и позиционирање за дуготрајне процедуре. Хидраулички инструменти, танке роботске руке и зглобови, и ротирајући операциони  нуде већи опсег покрета и већи оперативни домет.

### Врсте
Према томе хирурзи уз помоћ робота  превазилазе ограничења минимално инвазивне хирургије и проширију способност да изводе отворену хирургију. У случају минимално инвазивне хирургије уз помоћ робота, уместо директног покретања инструмената, хирург користи један од два начина контроле инструмената;
Полуаутоматски или директна контрола од стране хирурга
Овај начи хирургу омогућава  да изводи хируршке покрете, док роботске руке изводе ове покрете користећи актуаторе за извођење стварних хируршких радњи на пацијенту. Роботске руке изводе неопходне покрете, користећи манипулаторе за извођење стварне операције и сензоре за контролу извршених радњи. Једна од предности ове методе је и то што хирург није у директном контакту са оперисаном особом, што отвара могућности за операције на даљину  (када хирург не мора бити присутан у операционој сали, већ било где у свету). 
Компјутерски контролисани начин
Код ове методе могу се обављати масовне стандардне операција потпуно под контролом робота.

## Области примена

### Офталмологија
Иако је офталмологија једна од граничних области за операције уз помоћ робота, постоји неколико роботских система који су у стању да успешно изводе операције на оку.
Ови хируршки системи, који су са једном руком за управљање, користе за витреоретиналне операције. Овај систем се причвршћује на операциони сто  и пружа хирурзима повећану прецизност уз помоћ интуитивног контролера покрета.
Неки од ових хируршки систем, иако нису посебно дизајниран за офталмолошке процедуре, користи телеманипулацију за лечење птеригијума и екс-виво операција рожњаче.

### Кардиохирургија
Неке од индикација за операције срца уз помоћ роботских хируршких система укључују:
- корекцију дефекта преткоморске преграде – корекција отвора између две преткоморе срца,[6]

- корекцију митралне валвуле – поправка залиска која спречава регургитацију крви назад у горње срчане коморе током контракција срца,[7]

- уградњу артеријског бајпаса – преусмеравање снабдевања крвљу заобилажењем блокираних артерија које не доводе крв до срца.[8]

### Грудна хирургија
Роботска хирургија се доста користи у торакалној хирургији за патологије медијастинума, плућну патологију и у новије време сложене хирургију једњака.
Ови системи се користи за ресекцију плућа и медијастиналне масе. Овај минимално инвазивни приступ постао је алтернатива видео-потпомогнутој торакоскопској хирургији (ВАТС) и стандардној отвореној торакалној хирургији. Иако је видео-потпомогнута торакоскопска хирургији  јефтинија опција, приступ уз помоћ робота нуди предности као што су 3Д визуализације са седам степена слободе и побољшану манипулацију уз једнаке периоперативне резултате.

### Гастроинтестинална хирургија
До сада је урађено  више врста захвата са роботским системима у гастроинтестиналној хирургији, укључујући баријатријску хирургију и гастректомију  код рака. Хирурзи на разним универзитетима су првобитно објавили серије случајева у којима су демонстриране различите технике и изводљивост ГИ операције коришћењем роботских уређаја.  Специфичне процедуре су потпуније процењене, посебно фундопликација једњака за лечење гастроезофагеалног рефлукса  и Хелерова миотомија за лечење ахалазије.
Утврђено је да су панкреатектомије уз помоћ робота повезане са „дужим оперативним временом, мањим процењеним губитком крви, већом стопом очувања слезине и краћим боравком у болници“ од лапароскопских панкреатектомија. Док није било „значајне разлике у трансфузији, преласку на отворену операцију, тешких компликација, фистула панкреаса, док је боравку на интензивној нези, укупни трошковима и 30-дневном морталитет  идентичан између две групе.

### Гинекологија
Први извештај о роботској хирургији у гинекологији објављен је 1999. године на Кливлендској клиници.  Усвајање роботске хирургије је допринело повећању минимално инвазивне хирургије за гинеколошка обољења. Гинеколошке процедуре могу да потрају дуже код операција уз помоћ робота и стопа компликација може бити већа, али тренутно нема довољно висококвалитетних студија да то потврде зна. 
У Сједињеним Америчким Државама, роботски асистирана хистеректомија за бенигна стања показала се скупљом од конвенционалне лапароскопске хистеректомије 2015. године, без разлике на разлике у укупним стопама компликација. 
Роботска хирургија се може користити за лечење фиброида, абнормалних менструација, ендометриозе, тумора јајника, пролапса материце и рака код жена. Користећи роботски систем, гинеколози могу да изврше хистеректомију, миомектомију и биопсију лимфних чворова.
Преглед хируршког уклањања материце и грлића материце из 2017. за рану роботску и лапароскопску хирургију рака грлића материце резултовао је сличним исходима у погледу рака.